# Голубовицы
Голубо́вицы — деревня в Клопицком сельском поселении Волосовского района Ленинградской области.

## История
Впервые упоминается в Писцовой книге Водской пятины 1500 года в Ильинском Заможском погосте в Бегуницах как деревня Голубовичи.
Затем как пустошь Golubouitza Ödhe в Заможском погосте в шведских «Писцовых книгах Ижорской земли» 1618—1623 годов.
Обозначена на карте Ингерманландии А. И. Бергенгейма, составленной по материалам 1676 года, как деревня Golobowits.
На шведской «Генеральной карте провинции Ингерманландии» 1704 года — также как деревня Golobowits.
Как деревня Голбовицы она обозначена на «Географическом чертеже Ижорской земли» Адриана Шонбека 1705 года.
Мыза Голубовиц и деревня Голубовиц упомянуты на карте Ингерманландии А. Ростовцева 1727 года.
На карте Санкт-Петербургской губернии Я. Ф. Шмидта 1770 года упоминается деревня Голубовицкая.
Деревня являлась вотчиной императора Александра I из которой в 1806—1807 годах были выставлены ратники Императорского батальона милиции.
Согласно 6-й ревизии 1811 года мыза Голубовицы принадлежала статскому советнику А. И. Полянскому.
Согласно 8-й ревизии 1833 года мыза Голубовицы принадлежала уже тайному советнику А. И. Полянскому, а деревня Голубовицы принадлежала жене полковника М. А. Ессен.

ГОЛУБОВИЦЫ — деревня принадлежит жене вдове генерала от инфантерии Раевской и сестре её девице Константиновой, число жителей по ревизии: 40 м. п., 38 ж. п. (1838 год)

На карте Ф. Ф. Шуберта 1844 года упомянута как деревня Русские Голубицы, состоящая из 39 крестьянских дворов.
Согласно 9-й ревизии 1850 года деревня Голубовицы принадлежала помещику Владимиру Михайловичу Римскому-Корсакову и помещице Ашанде Романовне Эссен (Аглаиде (Аделаиде) Романовне фон Эссен (1827—?)).

ГОЛУБОВИЦЫ — деревня принадлежит: ротмистру Римскому-Корсакову дворов — 7, душ — 20 м. п.; госпоже Орловой дворов — 5, душ — 28 м. п.; полковнице Зыбиной дворов — 9, душ — 30 м. п. (1856 год)

Согласно 10-й ревизии 1856 года деревня Голубовицы принадлежала помещице Екатерине Николаевне Орловой и помещице Агланде Романовне Велио.
Согласно «Топографической карте частей Санкт-Петербургской и Выборгской губерний» 1860 года деревня называлась Русские Голубовицы и состояла из 40 крестьянских дворов.

ГОЛУБОВИЦЫ РУССКИЕ — деревня владельческая при колодцах, по правую сторону Нарвского шоссе в 44 верстах от Петергофа, число дворов — 43, число жителей: 91 м. п., 108 ж. п. (1862 год)

В 1863 году временнообязанные крестьяне деревни Голубовицы выкупили свои земельные наделы у Е. Н. Орловой и стали собственниками земли.
В 1866—1867 годах свои земельные наделы у В. М. Римского-Корсакова выкупили временнообязанные крестьяне деревни Русские Голубовицы.

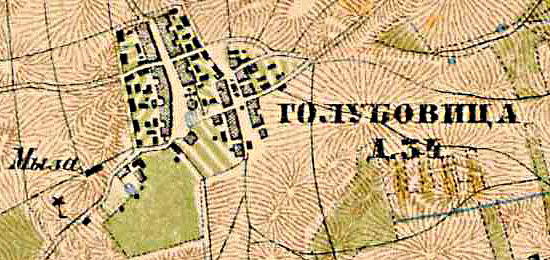
План деревни Голубовицы. 1885 год

Согласно карте окрестностей Санкт-Петербурга в 1885 году деревня называлась Голубовица и состояла из 34 крестьянских дворов, церкви, мызы и ветряной мельницы.
Согласно материалам по статистике народного хозяйства Петергофского уезда 1887 года мыза Голубовицы площадью 501 десятина принадлежала подпоручику П. И. Вестенрику, она была приобретена двумя частями в 1868 и 1882 годах. Кроме того, одно имение при деревне Русские Голубовицы, площадью 70 десятин, принадлежало лифляндскому уроженцу Я. Коху, оно было приобретено в 1872 году за 425 рублей; второе имение при деревне Русские Голубовицы, площадью 3 десятины, принадлежало дворянину К. С. Андрющенко, оно было приобретено в 1878 году за 700 рублей, третье имение при деревне Русские Голубовицы площадью 16 десятин принадлежало жене мастера кухмистерского цеха О. В. Турчаниновой, оно было приобретено в 1870 году.
В конце XIX — начале XX века деревня административно относилась к Бегуницкой волости 2-го стана Петергофского уезда Санкт-Петербургской губернии.
В 1904 году в деревне Голубовицы проживали 13 эстонцев.
По данным «Памятной книжки Санкт-Петербургской губернии» за 1905 год мыза Русские Голубовицы площадью 173 десятины принадлежала германскому подданному Эрнесту Карловичу Бушману. Кроме того, участок мызы площадью 150 десятин принадлежал отставному штабс-капитану Клименту Савельевичу Андрющенко.
К 1913 году количество дворов в деревне увеличилось до 42.
С 1917 по 1923 год деревня Русские Голубовицы входила в состав Русско-Голубовицкого сельсовета Бегуницкой волости Петергофского уезда.
С 1923 года в составе Тешковского сельсовета Бегуницкой волости Троцкого уезда.
С 1924 года в составе Бегуницкого сельсовета.
Согласно данным переписи населения СССР 1926 года в деревне Русские-Голубовицы проживали 195 человек, все русские.
С 1927 года в составе Волосовского района.
В 1928 году население деревни Русские Голубовицы также составляло 195 человек.
По данным 1933 года деревня Голубовицы и выселок Голубовицы входили в состав Бегуницкого сельсовета Волосовского района.

План деревни Голубовицы. 1938 год

Согласно топографической карте 1938 года деревня насчитывала 47 дворов.
Деревня была освобождена от немецко-фашистских оккупантов 28 января 1944 года.
С 1950 года в составе Тешковского района.
С 1959 года в составе Каськовского сельсовета.
С 1963 года в составе Кингисеппского района.
С 1965 года вновь в составе Волосовского района. В 1965 году население деревни Русские Голубовицы составляло 83 человека.
По данным 1966, 1973 и 1990 годов деревня Голубовицы также входила в состав Каськовского сельсовета.
В 1997 году в деревне Голубовицы проживал 1 человек, деревня входила в Каськовскую волость, в 2007 году — 2 человека.
В мае 2019 года Губаницкое и Сельцовское сельские поселения вошли в состав Клопицкого сельского поселения.

## География
Деревня расположена в северо-восточной части района на автодороге 41К-360 (Шёлково — Голубовицы).
Расстояние до административного центра поселения — 9,3 км.
Расстояние до ближайшей железнодорожной станции Волосово — 36 км.

## Демография
| 1862 | 2002 | 2007 | 2010 | 2017 |
| ---- | ---- | ---- | ---- | ---- |
| 199  | ↘96  | ↘2   | ↗12  | ↘7   |

### Национальный состав
Согласно данным Всероссийской переписи населения 2021 года в деревне проживали 20 человек, все русские.